# Empire du Macina
 (mars 2018).
Si vous disposez d'ouvrages ou d'articles de référence ou si vous connaissez des sites web de qualité traitant du thème abordé ici, merci de compléter l'article en donnant les références utiles à sa vérifiabilité et en les liant à la section « Notes et références ».
Pour les articles homonymes, voir Empire peul et Macina.
1818–1862
Entités précédentes :
- Pachalik de Tombouctou
- Royaume bambara de Ségou

Entités suivantes :
- Empire toucouleur

L’empire du Macina (parfois Masina ou Maasina), appelé aussi la Diina, est un empire peul théocratique fondé en 1818 par le marabout peul Sékou Amadou du clan des Barry et qui sera détruit par l'invasion des Toucouleurs sous la conduite d'El Hadj Omar en 1868. Son cœur était le Macina, qui désigne toute la zone inondée du delta intérieur du Niger, c'est-à-dire la zone comprise entre les cercles de Mopti, Ténenkou et Youwarou. Il s’étendait plus largement de Tombouctou au nord, au pays Mossi au sud, de la Mauritanie à l’est à la région de Mopti, et avait Hamdallaye comme capitale.

## Histoire
Les Peuls, venus du Fouta Toro, se sont installés dans la région vers la fin du XIVe siècle. Au début du XIXe siècle, les « Satigué Ardos », chefs de clan peuls, de clan Dicko, contrôlent la région.
Sékou Amadou, membre de la confrérie soufie Qadiriyya et exilé à Noukouma après avoir eu un conflit avec les oulémas de Djenné, y livre sa première bataille en 1818 contre les Ardos, alliés au fama (roi) de Ségou. Cette victoire le conduit à déclarer le jihad et à conquérir Djenné un an plus tard en 1819. 
Il fonde alors un empire théocratique qu’il nomme Diina (« la religion » en arabe déformé) avec une nouvelle capitale, Hamdallaye (« Dieu soit loué »). Il ordonne que la grande mosquée, construite par le roi Koi Koumboro, soit abandonnée, et en fait édifier une nouvelle. Il développe l’enseignement coranique. La Diina est plus un royaume qu'un véritable empire. Son autorité s'étend des actuelles régions maliennes de Mopti, le nord de la région de Ségou, jusqu'à Tombouctou, avec frontière avec les États mossis au nord du Burkina Faso.
Alors que son fondateur est membre de la Qadiriyya, l'empire est régi par une application rigoureuse de la charia malékite et se montre particulièrement intolérant vis-à-vis des non musulmans. Le cheikh al-Bakkay, chef spirituel de la Qadiriyya et petit-fils de Sidi al-Muḥtar, tentera d'ailleurs en vain de rappeler à Amadou Sekou, fils de Sékou Amadou, les principes de leur tarîqa, à savoir la tolérance et la paix avec les musulmans et les non musulmans.
L’économie repose sur l’élevage bovin et ovin. Sékou Amadou impose aux nomades peuls la sédentarisation. Les populations bambaras, soninkées, bwa, dogons, et peuls animistes, sont réduites en esclavage et travaillent dans l’agriculture. Pour développer le commerce, Sékou Amadou uniformise les unités de mesure sur le territoire de l’empire. Les royaumes bambaras de Ségou et du Kaarta, résistants, échappent à l'autorité de la Diina.
En 1844, à la mort de Sékou Amadou, son fils Amadou Sékou puis son petit-fils Ahmadou Ahmadou en 1852 dirigent l'empire.
En 1862, l’empire, encore prospère, est attaqué par l’empereur toucouleur El Hadj Oumar Tall, qui s’empare de Djenné et d’Hamdallaye, et met fin à l'empire du Macina.

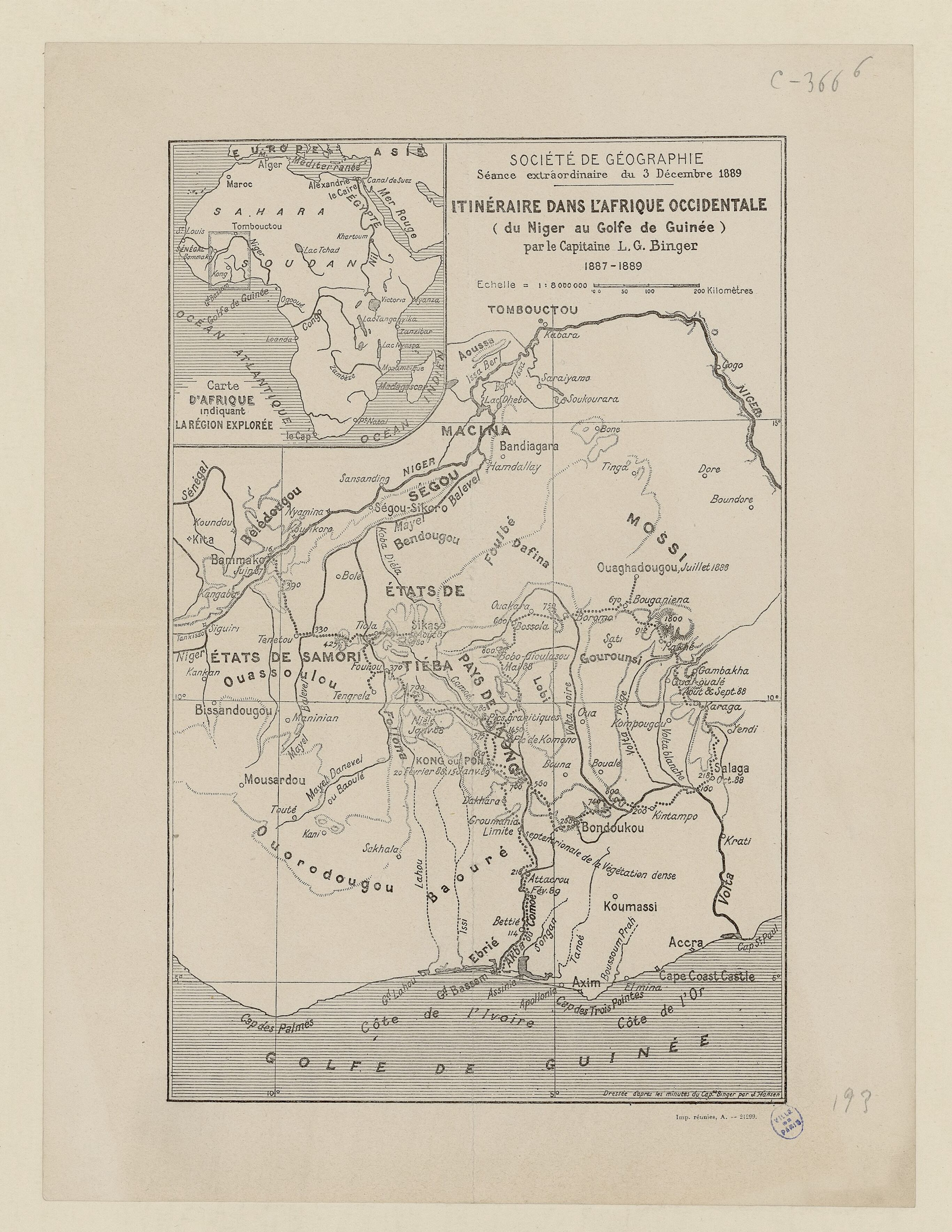
En 1887, le capitaine français Louis-Gustave Binger situe Macina près de Bandiagara.

## Organisation politique
Dans la nouvelle capitale, Hamdallaye (« Dieu soit loué ») siège le conseil de la diina, composé de quarante chefs religieux et militaires, placé sous l'autorité de Sékou Amadou.
Il divise son empire en cinq régions :
- Le Diennéri, entre le Niger et le Bani
- Le Fakala-Kunari qui s’étend de la rive droite du Bani et du Niger jusqu’à Konna au nord et jusqu’au plateau rocheux à l’est
- Le Hayre-Sine qui se trouve dans l’arrière-pays du Kunari et du Fakala
- Le Macina sur la rive gauche du Niger
- Le Nabbe-Dubbe, allant du nord du lac Debo jusqu’à Tombouctou.

Un amiru, qui était un gouverneur qui est aussi chef militaire et représentant de l’empereur au niveau régional, était placé à la tête de chaque région. Il était assisté par un conseil religieux, judiciaire et technique.
L'unité politique de base est le village, dirigée par un Jooro si ce dernier un Peul noble, par un Jom Saare si c'est un Peul rimaïbé, par un amiru daaka si c'est un Bozo et enfin par un amiru saare s'il n'est ni Peul, ni Bozo. Plusieurs villages forment un canton, et plusieurs canton une province (leydis).

## Problématique pastorale
Dans le delta intérieur du Niger, trois systèmes d’exploitation des ressources naturelles cohabitent, à la fois complémentaire et rivaux : l’agriculture, l’élevage et la pêche. Pour éviter les conflits trop fréquents, l'empire peul du Macina va mettre en place une organisation sociale, politique et économique sophistiquée assurer le chassé-croisé des uns et des autres en fonction de la hauteur de la crue et qui va constituer un legs majeur pour la région. 
Il organisa la sédentarisation forcée des habitants dans les villages, procéda au découpage de l’espace en territoires agro-pastoraux (leyde) et réglementa l’activité pastorale en établissant des pistes de transhumance et des préséances d’accès aux pâturages. Les pouvoirs de surveillance, de contrôle et de gestion des terres importants sont délégués aux Jooro, propriétaires coutumiers, perçus et reconnus comme les représentants de l’amiru provincial.
Le ƴaaral et le degal, les fêtes de transhumance annuelles peules du delta intérieur du Niger, dateraient de la même époque.
Les mesures prises à cette époque vont rester les références régissant l’utilisation des terres, de l’eau et des pâturages, tout particulièrement le rôle des Jooro comme gestionnaires coutumiers des pâturages. C’est autour de ces maîtres de la terre et des pâturages, véritables « cadastres vivants », que les autres lignages se sont regroupés. Les Jooro touchent la redevance de pâturage (conngi), dont une partie est reversé à la Diina.